# Malappuram Football Club
Il Malappuram Football Club è una società calcistica indiana con sede nella città di Malappuram, nel Kerala, che milita nella Super League Kerala dal 2024.

## Storia
Il club è stato fondato nel maggio 2024.

## Allenatori e presidenti
| Allenatori - 2024-attuale John Gregory | Presidenti - 2024-attuale Veliyath Ajmal - 2024-attuale Anvar Ameen Chelat |

## Organico

### Rosa
| N. |                    | Ruolo | Calciatore          |
| -- | ------------------ | ----- | ------------------- |
| 2  | India (bandiera)   | D     | Nandu Krishna       |
| 3  | India (bandiera)   | D     | Gurjinder Kumar     |
| 4  | India (bandiera)   | D     | Saurav              |
| 5  | Spagna (bandiera)  | D     | Rubén Garcés        |
| 6  | India (bandiera)   | C     | Muhammed Jasim      |
| 7  | Spagna (bandiera)  | A     | Álex Sánchez        |
| 10 | Spagna (bandiera)  | C     | Joseba Beitia       |
| 11 | Brasile (bandiera) | A     | Sérgio Barboza      |
| 12 | India (bandiera)   | C     | Miit Adekar         |
| 14 | India (bandiera)   | A     | Bujair Valiyattu    |
| 15 | India (bandiera)   | D     | Anas Edathodika     |
| 17 | India (bandiera)   | C     | Nisham Monu         |
| 18 | India (bandiera)   | A     | Riswanali Edakkavil |

| N. |                    | Ruolo | Calciatore      |
| -- | ------------------ | ----- | --------------- |
| 19 | Uruguay (bandiera) | A     | Pedro Manzi     |
| 20 | India (bandiera)   | A     | Naveen Krishna  |
| 21 | India (bandiera)   | P     | Sinan Mirdas    |
| 22 | India (bandiera)   | C     | Faslu Rahman    |
| 23 | India (bandiera)   | P     | Mithun Vazhayil |
| 27 | India (bandiera)   | C     | Ajay Krishnan   |
| 32 | India (bandiera)   | D     | George D'Souza  |
| 33 | India (bandiera)   | D     | Ajith Kumar     |
| 38 | India (bandiera)   | C     | Musharaf        |
| 59 | India (bandiera)   | P     | Tenzin Samdup   |
| 77 | Spagna (bandiera)  | D     | Aitor Aldalur   |
|    | India (bandiera)   | A     | Gani Nigam      |

### Staff tecnico
- John Gregory - Allenatore
- Dragoș Firțulescu - Vice allenatore
- Cleofas Alex - Vice allenatore
- Felix D'Souza - Allenatore portieri
- Marius Bortis - Preparatore atletico
- Anandu Kumar - Fisioterapista